# Бургаун
Бургаун (нім. Burghaun) — сільська громада в Німеччині, знаходиться в землі Гессен. Підпорядковується адміністративному округу Кассель. Входить до складу району Фульда.
Площа — 65,04 км2. Населення становить 6350 ос. (станом на 31 грудня 2020).